# Снаге за специјалне операције (Русија)
Снаге за специјалне операције Оружаних снага Руске Федерације, опште познате као Снаге за специјалне операције (СС), су специјалне снаге стратешког нивоа под Командом снага за специјалне операције Генералштаба  Оружаних снага Руске Федерације. Такође је структурна и самостална јединица Оружаних снага.
Прве јединице онога што ће постати Снаге за специјалне операције пребачене су из ГРУ 2009. године као део наставка руске војне реформе 2008. године . Команду снага за специјалне операције основао је 2012. године, а најавио је у марту 2013. начелник Генералштаба Валериј Герасимов. Према Герасимову, ССО је дизајнирана као средство стратешког нивоа, елитне јединице снага за специјалне операције КССО-а чије би првенствене мисије биле стране интервенције, укључујући борбу против ширења, стране операције унутрашње одбране и предузимање најсложенијих специјалних операција и тајних мисија за штитећи интересе Руске Федерације.
ССО се разликују од Спетсназ ГРУ који је до 2010. био под Главним обавештајним директоратом и чија је накнадна подређеност остала нејасна до 2013. године, када је одлука поништена и јединице специјалних снага ГРУ прераспоређене у дивизије ГРУ и стављене под ГРУ опет ауторитет. Руске ССО су попуњене искључиво професионалним особљем ангажованим по уговору, од којих су сви стални војници који се састоје од официра и редовних војника.
Председник Владимир Путин је 26. фебруара 2015. декретом одредио да 27. фебруар буде Дан ССО-а, према више руских званичних новинских агенција (иако није званично признато), у знак обележавања успостављања руске контроле над зградом Врховног савета Аутономне Републике Крим у Симферопољу, Крим 27. фебруара 2014.

## Мисија и методе
Снаге за специјалне операције су високо мобилна, добро обучена и опремљена, за сталну борбу припремљена снага за специјалне операције Министарства одбране Русије. Конструисане за извршавање специфичних задатака, ССО имају способност да функционишу у земљи и иностранству, у мирнодопским и ратним временима (уз примену војне силе, по потреби).
Министарство одбране Русије дефинише појам „специјалне операције“ као „методе и начине борбе који нису карактеристични за конвенционалне снаге: извиђање и саботажа, субверзија и побуна, противтероризам, контрасаботажа, контраобавештајна служба, герила, контрагерила и др. активности“.
ССО су првенствено биле укључене у Сирију, вршећи хватање циљева за борбене авионе руског ратног ваздухопловства, изводећи ваздушне нападе и ударе крстарећим ракетама руске морнарице, служећи као војни саветници за обуку трупа сиријске владе, тражење и уништавање критичних непријатељских објеката, ометање иза непријатељских линија кроз заседе, циљане атентате високе вредности и одмазде на одабране групе бораца.

## Историја

### У оквиру Руске Федерације
У 2009. години, као део свеобухватне реформе Оружаних снага Руске Федерације, на бази 322. центра за обуку специјалиста ГРУ у Московској области створена је Управа за специјалне операције, директно потчињена начелнику Генералштаба (ГРУ) . Војна јединица 92154). Јединица је имала опсежне акције у региону Кавказа и добила је надимак подсолнукхи (сунцокрети), надимак који су давали војницима који су распоређени у јединицу док су служили у Чеченији. Саопштено је да је пуковник Олег Мартианов, који је касније постао члан одбора Војно-индустријске комисије, био један од оснивача и први командант ССО-а од 2009. до 2013.
Управа за специјалне операције је 2012. године реорганизована у Команду за специјалне операције, након чега су уследили планови за повећање људства снага на 9 бригада специјалне намене.
Генерал Валериј Герасимов је 6. марта 2013. најавио стварање Снага за специјалне операције. Обраћајући се страним војним аташеима у Москви, он је рекао: „После разматрања праксе формирања, обуке и употребе снага за специјалне операције у водећим земљама света, Министарство одбране Русије је такође почело да их ствара... створена је одговарајућа команда која се бави планирањем рада и спроводи план обуке ВС... Већ је разрађен сет докумената којима се утврђује правац развоја, методе обуке и примене ових снага”.
Дана 15. марта 2013. године, према извештајима руских медија, у приградском селу Кубинка-2 почело је стварање Центра за специјалне операције Министарства одбране за око 500 професионалних војника. Планирано је да се формирање Центра заврши до краја 2013. године. Центар би био директно подређен Команди снага за специјалне операције руског Министарства одбране.
Крајем априла 2013. године јединице Снага за специјалне операције извеле су специјалну тактичку вежбу на планинама Елбрус на надморској висини од 4.500 m. Вежба је била посвећена увежбавању транспорта једне од јединица ССО од стране војно-транспортне авијације и војне авијације, као и ваздушног убацивања људства и терета у циљно подручје.
У мирнодопско време, ССО може бити позван и да изврши одређене специјализоване операције унутрашње безбедности. У мају 2013. године, Генералштаб је саопштио да ће јединица бити задужена за обезбеђење Зимских олимпијских игара 2014. у Сочију и да се ССО сада састоји од ваздушне и поморске компоненте. Опет, када је Русија била домаћин Светског првенства у фудбалу 2018, јединице специјалних снага ССО и ФСБ преузеле су бригу о безбедности.
ССО су такође спроводиле противтерористичке и специјалне операције током побуне у региону Северног Кавказа прерушене у друге јединице Спетсназа.
Дана 2. децембра 2017, неименована планина висине 3.939 m која се налази на гребену Судор у Ирафском округу Републике Северне Осетије-Аланије, добила је назив „Планина снага за специјалне операције“.

### Изван Руске Федерације
ССО је такође учествовао у операцијама против пиратерије у Аденском заливу, сукобљавајући се са сомалијским пиратима.
Крајем фебруара 2014, непознати број оператера ССО-а, заједно са другим руским трупама, ушао је на Крим прерушен у „мале зелене људе“ и заузео кримски парламент, а такође је започео блокаду и заузимање других значајних и стратешких локација широм полуострва.
Борбене операције ССО-а у Сирији, које су тајно почеле крајем 2015. постале су видљивије до јануара 2016. успешном офанзивом на Латакију. Они су одиграли кључну улогу у офанзиви на Палмиру, пружили подршку сиријској војсци у покушају да поново заузме Раку, одбијајући офанзиву ИСИС-а на Палмиру и током сиријског притиска на Алеп исте године.
Вратили су се током Друге битке за Палмиру 2017. године и пратили акције током целе године у офанзиви на Источни Хомс, офанзиви на северну Хаму, операцији Велика зора, офанзиви на Источну Хаму, операцији Кхузам, спасавајући јединицу руске војне полиције у деескалацији Идлиба. зону и целину кампање на Источну Сирију. ССО је такође допринео успеху кампање гувернерата Риф Димашк 2018. и операције Зора Идлиба 2019. године.
Јединице ССО су 11. децембра 2017. обезбедиле највише ниво обезбеђења за ненајављену посету руског председника Владимира Путина Сирији у ваздухопловној бази Хмејмим покривајући најопасније правце са мора, ваздуха и копна. Владимир Путин и министар одбране Сергеј Шојгу касније су се лично захвалили свим ангажованим војним лицима на узорном обављању задатка.
У фебруару 2022. године, ССО је био укључен у инвазију на Украјину у пуном обиму, изводећи тајне операције усмерене на критичну војну инфраструктуру и системе подршке Украјине и извиђачке мисије иза непријатељских линија.

## Структура и организација
Иако су званични бројеви поверљиви, између Центра за специјалне намене „Сенеж” и седишта у Центру за посебне намене „Кубинка-2”, аналитичари верују да се ради о укупном броју од 2.000 до 2.500 људи. Команда има потпорне елементе који обезбеђују борбену подршку и функције подршке борбеној служби. Постоји посебна бригада специјалне авијације која директно контролише средства борбене авијације у Торжоку и ескадрила транспортних авиона Иљушин Ил-76 на аеродрому Мигалово код Твера.
Команда снага за специјалне операције слична је улози Заједничкој команди за специјалне операције САД. Команда је достигла пуну оперативну способност касније 2013. године и такође служи као централни командни орган за целокупну структуру ССО-а која је директно подређена Генералштабу.

### Обука
Обука официра регрутних специјалних оператера врши се у Рјазанској гардијској вишој командној школи ваздухопловства – РВВДКУ (одељење за специјалну и војну обавештајну службу и одељење за употребу специјалних снага) и Новосибирској вишој војној командној школи – НВВКУ (одељење за специјалне обавештајне и катедре за специјалну извиђачко-десантну обуку). У "Сенежу" потенцијални оператери уче падобранство, планинарење, пливање и војно роњење, као и јуриш на зграде и домове, док се "Кубинка-2" фокусира на поморске операције и извиђање и контролише неколико одреда за специјалне операције морнарице.
Постоји центар за обуку за хладно време/планинарење на планини Елбрус кодног назива „Терскол“, у Кабардино-Балкарији и 54. специјални извиђачки центар у Владикавказу, Северна Осетија–Аланија. У војној тајности постоји и неколико осетљивијих центара специјализованих за обуку специјалиста ССО-а. У зависности од појединачних задатака за које се оперативци припремају или за које се специјализују, обука се разликује.
Центри и објекти за ратну обуку Снага за специјалне операције:
- Центар за специјалне операције "Кубинка-2"
- Центар за специјалне операције "Сенеж"
- Специјалистички центар за обуку
- 561. поморски спасилачки (тренажни) центар ВМФ
- Центар за обуку и прелаз 344. армијске авијације
- Планински центар за обуку и преживљавање "Терскол"
- 54. Специјални извиђачки центар за обуку „Дарјал“

## Познате операције
- Неидентификовани наоружани људи су 2014. почели да блокирају украјинске базе на Криму, а 27. фебруара су заузели кримски парламент. Иако је тврдио да је локална милиција, испоставило се да је ова добро наоружана и високо професионална јединица прво ангажовање руских специјалних оператера.[27][28][29] 18. марта, тајни оперативци заузели су још једну војну базу у Симферопољу. Према руским изворима, командант ССО-а генерал-мајор Алексеј Дјумин лично је водио операције на Криму.[30] Пуковник Александар Попов служио је као командант одреда ССО и директно је учествовао у догађајима за које је одликован почасним звањем Хероја Руске Федерације.[31]
- ССО је добио задатак да поврати рекордер лета руског обореног Су-24М још у новембру 2015. године, истог дана спасавајући преживјелу посаду једног од два хеликоптера Ми-8АМТсх које су оборили милитанти Сиријске туркменске бригаде у операцији ЦСАР која је била у потрази за посадом Су-24.
- Током битке за Палмиру у марту 2016. године, старији поручник Александар Прохоренко је убијен након што је наредио ваздушни напад на његову локацију након што је био окружен борцима ИСИЛ-а и остао без муниције. За херојски подвиг постхумно је одликован почасним звањем Хероја Руске Федерације.[32][33][34]
- Руски председник Владимир Путин је 10. маја 2017. лично доделио медаље четворици официра ССО за исказану изузетну храброст у борби против терориста у Сирији. Они су били део одреда специјалних снага од 16 људи који су успели да успешно одбију нападе преко 300 џихадиста без икаквих губитака. Командант јединице, потпуковник Данила, одликован је почасним звањем Хероја Руске Федерације.[35][36]
- Дана 16. августа 2017, јединица ССО-а од 4-5 људи упала је у заседу 40 терориста Исламске државе у граду Акербат и напустили су је сиријски војници. Након што су сви остали припадници његове јединице били повређени, укључујући команданта и другог официра, капетан Денис Портњагин је сам преузео цео посао и притом убио 14 терориста и чак је био спреман да разнесу његове гранате како би спречио њихово хватање. За овај подвиг добио је почасну титулу Хероја Руске Федерације.[37]
- Руски Генералштаб је 20. септембра 2017. рекао да су џихадистички милитанти два дана раније покушали да заробе јединицу руске војне полиције од 29 људи, који су надгледали прекид ватре у зони деескалације у Идлибу. Заробљена јединица се борила неколико сати и на крају је спасена у специјалној операцији од стране заједничке оперативне групе коју су чиниле сиријско и руско ваздухопловство заједно са ССО-ом. Три оперативца ССО-а су повређена. Свих 29 мушкараца безбедно се повукло без икаквих смртних случајева. Стотине џихадиста је убијено у узвратним ваздушним нападима до 21. септембра.[38][39]
- Руско министарство одбране је 26. септембра 2017. објавило да је Русија извела масивне нападе крстарећим ракетама у Деир ез-Зор-у и Идлибу уништавајући значајне циљеве ИСИС-а и фронта Ал-Нусра.[40] Дана 27. септембра 2017, 5 теренских команданата Ал-Нусре убијено је у ваздушном нападу заједно са 32 милитаната у провинцији Идлиб. У другом ваздушном нападу 3. октобра 2017. убијено је 12 теренских команданата Ал-Нусре, укључујући Ахмада ал-Гизаија, шефа Ал-Нусрине службе безбедности и најмање 50 милитаната на непознатој локацији у Сирији. Министарство одбране је навело употребу "специјалних мера" у тим циљаним ударима на положаје милитаната, што указује на умешаност руских специјалних снага у операције.[41]
- Министарство одбране Русије је 12. јануара 2018. саопштило да је група милитаната одговорних за масиван минобацачки напад на ваздушну базу Хмејмим у Сирији 31. децембра 2017. године, у којем су убијена два руска војника, ликвидирана у току специјалне операције. Оперативци ССО-а су пратили милитанте до њиховог базног кампа близу границе Идлиба и уништили целу групу пројектилом Краснопољ док су се укрцавали у минибус како би напустили базу. Није поменуто којој су групи милитанти били повезани. Одвојено, уништено је и складиште у којем су се налазили милитантни дронови у провинцији Идлиб.[42][43]
- Министарство одбране Русије саопштило је 25. марта 2019. да је група од више од 30 терориста елиминисана у специјалној операцији ССО-а и руског ваздухопловства након што су идентификовани. Операција је била одмазда за терористички напад крајем фебруара 2019. у којем су погинула 3 руска војника. Локација и припадност терориста нису откривени.[44][45]
- Током операције Зора Идлиба, ССО је био осумњичен да је одговоран за вишеструке успјешне нападе иза непријатељских линија, посебно у провинцији Идлиб, убивши десетине побуњеничких бораца, укључујући два истакнута команданта из Ахрар ал-Схам-а и Јаисх ал-Насра. Други убијени су били из Сукоур Ал-Схам, Хурас Ал-Дин и других различитих побуњеничких фракција.[46]
- Министарство одбране Русије је 25. августа 2020. саопштило да су руска и сиријска авијација уз подршку артиљерије и ССО-а извеле заједничку операцију у којој је убијено 327 милитаната и уништено 134 склоништа, 17 осматрачница, 7 складишта муниције и 5 подземних складишта. ИСИС од 18. до 24. августа преко сиријске пустиње. Операција је била одговор на експлозију ИЕД- а у којој је убијен генерал-мајор Вјачеслав Гладких и ранила 3 руска војника у близини Деир ез Зора 18. августа.[47][48]

### Жртве
Према подацима руског Министарства одбране од фебруара 2019. године, међу припадницима ССО-а у Сирији има десет случајева за које је потврђено да су убијени у акцији. Четири члана за чији статус се претпоставља да су убијени и даље остаје нејасан до септембра 2019.

## команданти
| команданте                         | Почетак мандата | Крај мандата |
| ---------------------------------- | --------------- | ------------ |
| пуковник Oleg Martyanov            | 2009            | 2013         |
| генерал-мајор Алексеј Дјумин       | 2014            | 2015         |
| генерал-мајор Александр Матовников | 2015            | 2018         |
| генерал-мајор Валериј Фљустиков    | 2018            |              |

## Оружје

### Пиштољи
- АПС
- ПИа
- Глок 17
- СПП-1 подводни пиштољ
- ПБ
- ПСС тихи пиштољ
- ПСМ пиштољ
- Макаров

### Аутоматске пушке
- Витиаз
- МП5

### Пушке
- АС Вал
- АК-74М
- АН-94
- АК-105
- АК-103
- АК-104
- АКС-74У
- АК-12
- В-АР [52] (током тренинга или такмичења)

### Снајперске пушке
- ВСС Винторез
- Орсис Т-5000
- СВ-98
- Драгунов СВД
- ОСВ-96
- АСВК-М Корд-М [53]
- Стеир ССГ 08
- Стеир ССГ 04

### Митраљези
- ПКМ
- Печенег
- РПК-16

### Експлозивно оружје
- ГП-34
- ГМ-94
- РСхГ-2
- РПГ-27
- РПО ПДМ-А
- 9К111 "Фагот"
- ПОН-50
- РГО
- РГН

## Транспортна возила

### Копнена возила
- Иамаха Гриззли 700 АТВ
- Ивеко ЛМВ "Рис"
- ГАЗ-2330 "Тигр"
- Тојота Хилук
- Ланд Ровер Дефендер 110

### Ваздухоплови
- Транспортни хеликоптер Ми-8МТВ-5
- Оружани јуришни хеликоптер Ми-8АМТШ
- Транспортни авион Ан-26

### Возила за пловидбу
- БРП СЕА-ДОО ГТКС ЛТД ПВЦ
- БРП СЕА-ДОО РТКС-215 ПВЦ
- РБС БлацкСхадов ДПВ (возила са погоном за рониоце)